# (35624) 1998 KR7
1998 KR7 (asteroide 35624) é um asteroide da cintura principal. Possui uma excentricidade de 0.13114650 e uma inclinação de 15.38193º.
Este asteroide foi descoberto no dia 23 de maio de 1998 por LONEOS em Anderson Mesa.